# Eva Suárez
María Evangelina Suárez García (Oviedo, Principado de Asturias; 21 de mayo de 1960) es una tiradora deportiva española. Compitió en los Juegos Olímpicos de Seúl 1988 (quedando en el puesto 10 en la prueba femenina de pistola de aire comprimido) y en los Juegos Olímpicos de Barcelona 1992.

## Trayectoria

### Internacional
Eva Suárez fue 14 veces campeona de España y 60 veces internacional. Comenzó en tirar a los 23 años a instancias de su padre, quien se apuntó a un club de tiro cercano a su casa, pero ella no empezaría a competir internacionalmente hasta 1987. En ese momento, entró en el equipo nacional de tiro.
En los Juegos Olímpicos de Seúl 1988, terminó en octava posición junto con otras cuatro mujeres en modalidad de pistola de aire femenina a 10 metros, quedando en décimo puesto tras el desempate. En esos juegos, quedó de número 32 en modalidad de pistola deportiva femenina a 25 metros. En la Copa del Mundo de México de 1988 ganó el oro por equipos, pese a no clasificarse individualmente, quedando primera individualmente en la segunda Copa del Mundo de 1988 en Brasil.
En los Juegos Olímpicos de Barcelona 1992, quedó en el puesto 31 en pistola de aire femenina a 10 metros, y de 41 en pistola deportiva femenina a 25 metros.
En 1994, ganaría un cuarto puesto en el Campeonato del Mundo de Milán.

### Nacional
Fue 12 veces campeona de la Copa del Rey y la Reina de armas olímpicas, incluyendo una medalla de bronce en dicha Copa en 1984, en modalidad de pistola deportiva, y una medalla de plata en pistola de aire y deportiva en 1987. Fue distinguida como mejor deportista asturiana en la Gala del Deporte de Asturias en 1988 y condecorada con la Medalla de plata de Asturias en 1990.
Posee el récord imbatido de España de mejor puntuación en pistola de aire comprimido, con 390 puntos de 400, obtenidos en la competición de Pistola Aire Comprimido Damas 40 disparos en las Instalaciones de Tiro Deportivo de Montjuic (Barcelona) en 1989.

### Retirada
Tras los Juegos Olímpicos de Barcelona, fue alejándose paulatinamente del tiro deportivo, pasando a entrenar posteriormente a alumnas más jóvenes.

## Distinciones
- Medalla de bronce en la Copa del Rey y la Reina de armas olímpicas (pistola deportiva, 1984).[4]
- Medalla de plata en la Copa del Rey y la Reina de armas olímpicas (pistola de aire, 1987).[4]
- Medalla de plata en la Copa del Rey y la Reina de armas olímpicas (pistola deportiva, 1987).[4]
- Medalla de oro por equipos (Copa del Mundo de México, 1988).[4]
- Medalla de oro (Copa del Mundo de Brasil, 1988).[4]
- Mejor deportista asturiana (1988).[2]
- Récord de España femenino en puntuación en competición de pistola de aire comprimido.[5]
- Medalla de plata de Asturias (1990).[6]